# Tasman Series 1967
Tasman Series 1967 var ett race som vanns av Jim Clark.

## Delsegrare
| Datum       | Bana         | Vinnare        |
| ----------- | ------------ | -------------- |
| 7 januari   | Pukekohe     | Jackie Stewart |
| 21 januari  | Wigram       | Jim Clark      |
| 12 februari | Lakeside     | Jim Clark      |
| 19 februari | Warwick Farm | Jackie Stewart |
| 26 februari | Sandown      | Jim Clark      |
| 6 mars      | Longford     | Jack Brabham   |

## Lopp utanför mästerskapet
| Datum      | Bana      | Vinnare   |
| ---------- | --------- | --------- |
| 14 januari | Levin     | Jim Clark |
| 28 januari | Teretonga | Jim Clark |

## Slutställning
| Plats | Förare          | Poäng |
| ----- | --------------- | ----- |
| 1     | Jim Clark       | 45    |
| 2     | Jackie Stewart  | 18    |
| 3     | Jack Brabham    | 18    |
| 4     | Frank Gardner   | 18    |
| 5     | Richard Attwood | 10    |
| 6     | Kevin Bartlett  | 9     |
| 7     | Leo Geoghegan   | 8     |
| 8     | Denny Hulme     | 7     |